# Munksjö museum
Munksjö museum var ett industrimuseum på Munksjö bruks fabriksområde vid Barnarpsgatan på Väster i Jönköping.
Museet invigdes 1999 och speglade företagets historia från grundandet 1862 fram till millennieskiftet. Munksjös historia började 1859 med en kontakt mellan Janne Lundström och Lars Johan Hierta i Tyskland, där Janne Lundström var på resa för att studera tillverkning av papper baserat på halm.
Det rådde vid denna tid en brist på textillump som råvara, samtidigt som slipmassa gav för skört papper. Halm skulle kunna ersätta lump som råvara, men användes inte vid mitten av 1800-talet i Sverige som råvara. Munksjö bruk kom att bli det första pappersbruket i Sverige av sitt slag och tillverkade förutom papper också förhydningspapp och takpapp i rulle.
Munksjö museum inrymdes i den tidigare stallängan till Ottonin Ljungqvists villa. Det hade en utställningsyta på 400 kvadratmeter. I tre rum skildrades arbetarnas och tjänstemännens villkor samt tekniken och produkterna. 

## Att läsa vidare
- Ulla Ekedahl och Per Jerkeman: På brukspatrons tid – snillet, industrialisten och deras liv till vardags och fest, Carlssons förlag 2005, ISBN 9172037113